# زغباء الرأس

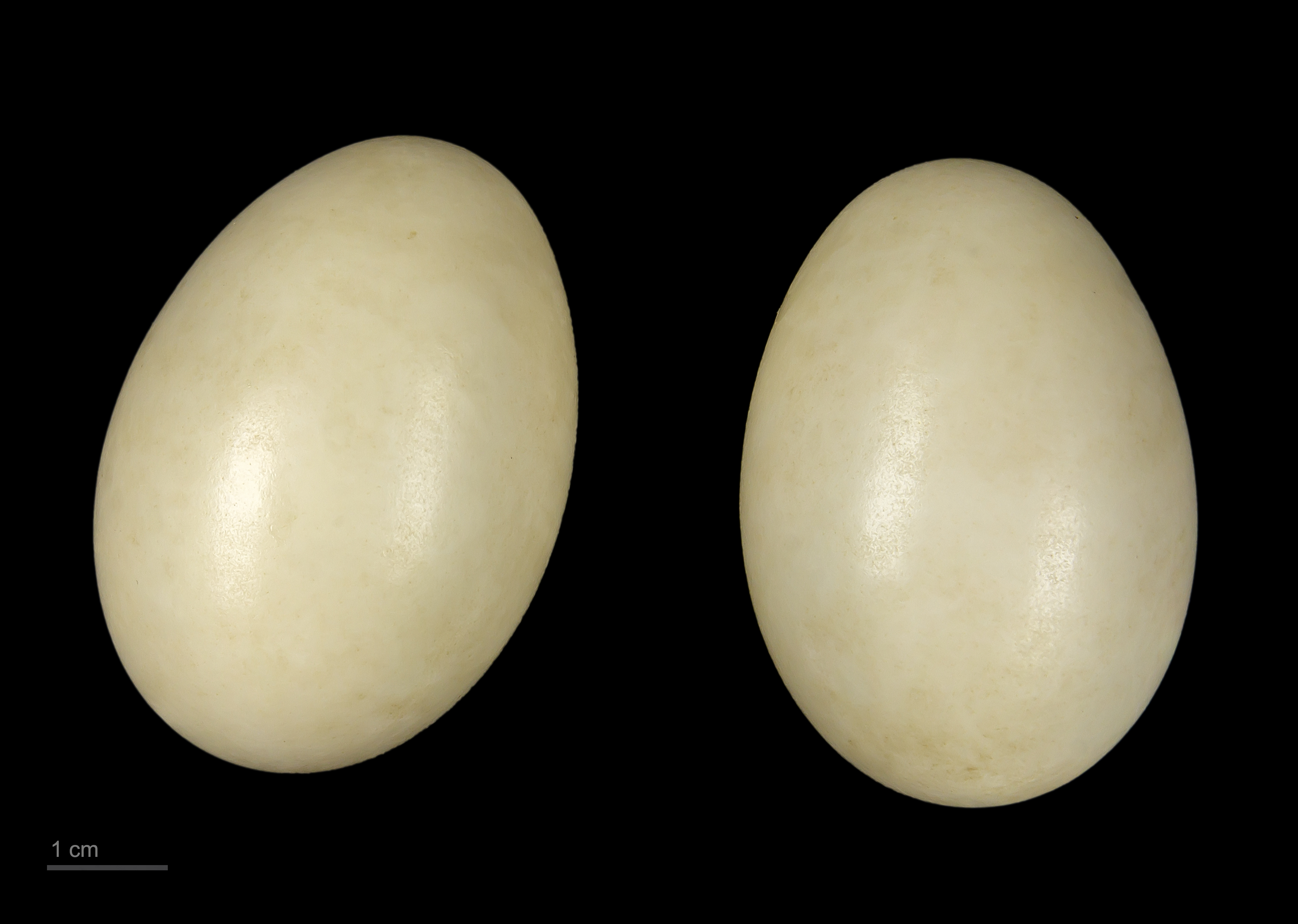
Bucephala albeola

زغباء الرأس (الاسم العلمي: Bucephala albeola)، هي نوع من الطيور تتبع جنس ذهبية العين ضمن فصيلة البطية ضمن رتبة الأوزيات. تعود سبب هذه التسمية إلى حجم الرأس مقارنة بحجم الجسم. يبلغ طول هذا الطير بين ما بين 32 و40 سم، ويزن ما بين 270 إلى 550 جرام، والذكور يفوقون الإناث في الحجم.